# Yodogawa-ku
Yodogawa-ku (淀川区?, Yodogawa-ku, lett. quartiere del fiume Yodo) è uno dei 24 quartieri di Ōsaka, in Giappone. Si trova nel nord della città, il 1º dicembre 2021 contava su 183 463 abitanti, distribuiti su una superficie di 12,64 km², per una densità di 14 514 ab./km².

## Geografia fisica
Il territorio di Yodogawa-ku è completamente pianeggiante ed è delimitato dal fiume Kanzakigawa a nord, che lo separa dalle municipalità, da ovest a est, di Amagasaki, Toyonaka e Suita, mentre a ovest il confine è segnato da Amagasaki e dalla linea JR Kōbe delle ferrovie JR West, oltre la quale si trova il quartiere Nishiyodogawa-ku. A sud il confine è rappresentato dal fiume Yodogawa, che separa il quartiere da quello di Kita-ku, e ad est la linea JR Kyōto fa da confine con il quartiere Higashiyodogawa-ku.

## Storia
Nato nel 1925 con l'espansione a nord di Osaka, il quartiere fu istituito nel luglio 1974 dopo lo smembramento del vicino Higashiyodogawa-ku, quando vi fu la riorganizzazione dei quartieri della municipalità. Nodo stradale da lungo tempo, si è grandemente sviluppato da quando fu costruita nel 1964 la stazione di Shin-Ōsaka per l'inaugurazione della linea Tōkaidō Shinkansen dei treni ad alta velocità. In quel periodo fu prolungata fino al quartiere la Linea Midōsuji della metropolitana e il comune intraprese grandi lavori di modernizzazione in questa zona.

## Monumenti e luoghi d'interesse

### Architetture religiose
All'interno del quartiere vi sono diversi templi buddhisti e santuari shintoisti, tra i più popolari dei quali vi sono il santuario Kaguwashi (o Kaguhashi), che risale al X secolo. e il santuario Kamitsu, il cui primo edificio fu costruito nel XVI secolo.

### Aree naturali
Il quartiere è fortemente congestionato dal grande sviluppo edilizio e le aree verdi si trovano lungo i fiumi o in piccoli parchi. La piana compresa tra lo Yodogawa e il suo argine rappresenta il polmone verde principale del quartiere, presenta percorsi ciclabili e per il jogging ed è larga al punto tale che vi sono stati ricavati campi da baseball amatoriale.

### Intrattenimento, shopping e ristorazione
La linea ferroviaria dello shinkansen taglia in due il quartiere. La parte sud e quella della stazione di Shin Osaka sono quelle più vive, in particolare nei distretti di Jūsō e Nishinakajima, con diversi negozi, locali notturni e ristoranti; nei pressi della stazione di Shin-Osaka vi sono molti uffici. Nella parte nord si trovano molti negozi e ristoranti nella zona dello shōtengai vicino alla stazione di Mikuni.

## Eventi
Uno degli eventi di maggior richiamo di Osaka è il festival dei fuochi artificiali dello Yodogawa, che si tiene il primo sabato di agosto nel quartiere. Decine di migliaia di persone accorrono ogni anno per vedere lo spettacolo e degustare i cibi delle molte bancarelle che cucinano nel parco lungo la riva dello Yodogawa.

## Economia
L'economia del quartiere è basata in prevalenza sul settore terziario, con un'alta concentrazione di uffici, ma ci sono anche alcune importanti industrie manifatturiere metalmeccaniche. A Nishinakajima si trova una delle due sedi amministrative principali della Nissin Foods, colosso a livello mondiale dell'industria alimentare, specializzata in noodle istantanei.

## Infrastrutture e trasporti

### Ferrovie e metropolitana
La stazione ferroviaria più importante è quella di Shin Osaka, che si trova all'estremità orientale del quartiere. È uno dei maggiori snodi ferroviari del paese e serve i treni della Linea JR Kyōto e della Linea Ōsaka Higashi nonché quelli ad alta velocità del Sanyō Shinkansen e Tōkaidō Shinkansen. Nella parte ovest della stazione si accede ai convogli della Linea Midōsuji della metropolitana di Osaka.
Di rilievo anche la stazione di Jūsō, uno dei principali snodi delle Ferrovie Hankyū, dove fermano i treni delle linee principali di Kyōto, Takarazuka e Kōbe e delle rispettive diramazioni. All'estremità orientale di Yodogawa-ku si trovano le linee ferroviarie JR Tozai, inaugurata nel 1997, e JR Kōbe.